# 캬바쿠라
캬바쿠라(일본어: キャバクラ)는 일본에서의 풍속 영업의 일종. 카바레(cabaret)와 클럽(club)의 중간 형태의 가게를 말한다. 1980년대 들어 생긴 개념으로서, 여종업원이 손님 옆에서 술 시중을 드는 형태의 유흥업소를 뜻한다. 이곳에서 일하는 여종업원을 가리켜 캬바조(キャバ嬢)라고 부른다.